# Incident de Chichi-jima

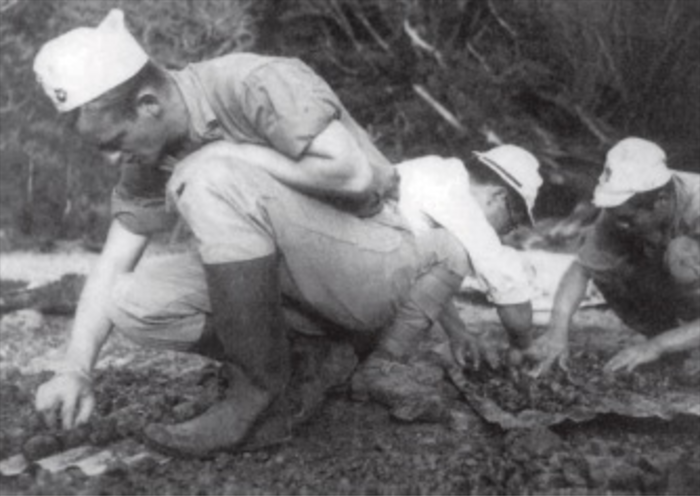
Soldats américains recherchant les restes de prisonniers de guerre tués sur l'île de Chichi-jima (1946).

L'incident de Chichi-jima (父島事件, Chichi-jima jiken), aussi appelé incident d'Ogasawara (小笠原事件, Ogasawara jiken), se déroule fin 1944 durant la guerre du Pacifique lorsque des soldats japonais exécutent cinq aviateurs américains prisonniers sur l'île de Chichi-jima et pratiquent sur eux des actes d'anthropophagie. L'officier japonais ayant donné ces ordres, le lieutenant-général Yoshio Tachibana, est condamné à mort et pendu en 1946.

## Incident
En septembre 1944, durant des attaques aériennes de Chichi-jima, une petite île japonaise de l'archipel d'Ogasawara située à plus de 1 000 km au sud de Tokyo, neuf aviateurs américains sautent de leurs avions abattus. Huit d'entre eux sont capturés. Le neuvième, le seul à avoir évité la capture, est le futur président americain George H. W. Bush, alors âgé de 20 ans.
Après la guerre, les Américains découvrent que les aviateurs capturés ont été battus et torturés avant d'être exécutés par décapitation sur les ordres du lieutenant-général Yoshio Tachibana. Il apparaît également que des officiers japonais ont ensuite mangé certaines parties du corps de quatre hommes.

## Procès
Tachibana, aux côtés de onze autres Japonais, est jugé en août 1946 pour l’exécution d’aviateurs de la marine américaine et actes de cannibalisme sur au moins l'un d'entre eux en août 1944. Comme le droit militaire et le droit international ne traitent pas spécifiquement du cannibalisme, ils sont jugés pour meurtre et « refus d'une sépulture honorable ».
Cette affaire fait l'objet d'une enquête en 1947 dans le cadre d'un procès pour crimes de guerre de trente soldats japonais. Cinq accusés (le major Matoba, le général Tachibana, l'amiral Mori, le capitaine Yoshii et le docteur Teraki) sont reconnus coupables. Tachibana est condamné à mort et pendu,.

## Livre
Dans le livre Flyboys: A True Story of Courage (en), publié en 2003, l'auteur américain James Bradley (en) décrit plusieurs cas de cannibalisme sur des prisonniers alliés de la Seconde Guerre mondiale par leurs gardiens japonais. Il affirme que cela comprenait non seulement la consommation rituelle du foie de prisonniers fraîchement tués, mais également la cannibalisation de subsistance de prisonniers maintenus vivants pendant plusieurs jours et l'amputation des membres uniquement si nécessaire pour que la chair reste fraîche.